# 2015年6月香港

## 6月2日
- - 政府已經向立法會作出預告，將會在本月17日在立法會會議上，無任何改動下動議有關修改行政長官產生辦法的議案。[1]
  - 本港確診今年首宗本地登革熱個案，患者為一名55歲男子，居於大圍富嘉花園，出現發燒、腹瀉等病徵。衞生防護中心指患者已退燒及出院，但病人曾多次在大圍被蚊叮，加上潛服期兩周沒有離港，故將個案列為本地感染。[2]

## 6月4日
- - 在港匿藏9年的12歲男童肖友懷的外婆今天主動向入境處提出自願遣返男童的要求，並通知入境處，男童回內地後會由家人接收。[3]

- - 支聯會在維園舉行六四燭光晚會，大會宣布有13萬5千人參加；港大學生會首度自行舉辦的六四悼念晚會有大約2千人參與；熱血公民晚上在尖沙咀鐘樓附近舉行六四26周年晚會亦有過百人參與。[4][5][6]

## 6月5日
- - 高院拒絕受理前學聯常委梁麗幗就第二輪政改諮詢提出的司法覆核。[7]
- 6月6日，小一派位放榜，有68%學生獲派首三志願。在上水跨境學童校網派位中心，有多個本土派團體到舉行反雙非示威，批評雙非搶資源和學位，警方派出逾百警員到場戒備，有雙非家長反斥示威者無聊，一度產生爭執。[8]

## 6月7日
- 蘋果日報兩記者早前赴南韓首爾採訪新沙士疫情，其間曾到爆發疫症的平澤聖母醫院外圍採訪，回港後被發現有輕微發燒，被送往瑪嘉烈醫院隔離檢查，接受中東呼吸綜合症測試後，兩人結果均呈陰性。[9]
  - 上水石湖新村發生兇殺案，一名報稱任職廚房工人的男子懷疑因金錢問題，在上水新祥街一個劏房與同居女友發生爭執，期間該女子被疑兇扼斃，並水泥埋屍至石湖新村一處。[10]

## 6月8日
- - 港府向南韓發出旅遊健康建議，呼籲市民如非必要應避免到南韓旅遊，並同時宣佈提升至嚴重應變級別。食物及衞生局局長高永文被多番追問政府為何不直接發出外遊警示，他稱旅遊健康建議所用字眼類似保安局所發的紅色外遊警示，強調現時建議適當。[11]
  - 公民黨立法會議員湯家驊成立新智庫「民主思路」，期望在二元對立的政治環境下，走出第三條路，他表明政改表決時不會轉軚，仍會投反對票。 [12]
  - 旺角長沙街發生命案，一名持行街紙留港的印尼裔女子，被發現陳屍街頭，屍體被一張床褥捲着，身上有多處瘀傷。案件暫列屍體發現案處理，警方現找尋與死者生前同居的巴基斯坦裔男友協助調查。[13]

## 6月9日
- - 保安局決定對南韓發出紅色旅遊警示，提醒市民如非必要，避免前赴當地。香港旅遊業議會取消本月出發前往南韓的旅行團，國泰航空及港龍航空亦宣布即時豁免乘客更改日期或目的地的費用。[14]
  - 行政會議今日開會通過公務員加薪幅度，高級公務員加3.96%，中級及低級則加4.62%，較薪酬趨勢淨指標高0.5%，是回歸後首次額外調整。[15]
  - 港大民研、中大及理大有關政改的滾動民調最新結果顯示，41.6%受訪者反對政府提出的2017年特首選舉方案，支持政改方案的受訪者仍然稍為佔多，有43.7%人支持，不過較上次調查下跌2.1個百分點。[16]

## 6月10日
- - 香港立法會議員個人利益監察委員會發表報告，就公民黨毛孟靜、梁家傑及民主黨涂謹申，涉嫌收受壹傳媒集團前主席黎智英捐款，違反《議事規則》登記規定的投訴，全部不成立。[17]
  - 衞生防護中心公佈本港新增11宗疑似中東呼吸系統綜合症個案，其中一名曾經到訪過首爾的女子出現發燒症狀，到青衣站卓健醫療中心求診後隨即送往瑪嘉烈醫院傳染病中心接受隔離治療，港鐵亦安排清潔人員於站內進行徹底消毒。由於有人在社交平台散播青衣有人確診的謠言，令青衣城的人流大減，站內乘客亦紛紛戴上口罩，其後證實全部個案患者對新沙士呈陰性反應。[18]
  - 三間大學的最新滾動民調顯示，支持與反對政改方案的比例，首次相同，同樣是 42.8%，反對的比例亦創新高。[19]

## 6月11日
- - 房委會通過第二輪白居二計劃，推出2,500個名額，今年8月接受合資格白表人士申請。2人或以上家庭入息上限將增至4.8萬元，單身則減半，另會預留一成名額予單身人士申請。[20]
  - 2018年世界盃亞洲區外圍賽首戰在旺角大球場上演，港隊以7比0擊敗不丹。賽前因國足歧視海報風波，促使大批球迷入場支持港隊，旺角場全場爆滿。在奏起中國國歌時，在場大批球迷隔即噓聲四起，以示對國足挑釁的不滿。[21]
  - 3間大學民調機構進行的滾動民調，顯示支持政改方案的比率見新低，跌至41.7%，而反對政改的比率為43%，是調查以來新高，令支持淨值跌至負1.3點，出現「黃金交叉」，即反對政改比率首次超前。[22]

## 6月12日
- - 署名「一群香港公務員」在報章刊登全版公開信，呼籲香港立法會議員在表決政改方案時投反對票。[23]
  - 高等法院受理要求禁播政改廣告的司法覆核申請，但拒絕頒發臨時禁制令。法官指申請人提出的理據亦可供爭辯。鑑於議題複雜，需要更詳細深入討論，而且影響深遠，故批准司法覆核許可，排期聆訊。[24]
- 6月13日，警方中午清走添美道行人路一帶的大型雜物及危險品，包括木板、酒精飲品、部份留守者的菜刀及煮食爐等。警務處處長盧偉聰重申並非清場行動，只為未來大型集會準備。[25]

## 6月14日
- - 領導六七暴動的工聯會前會長楊光舉殯，獲中聯辦主任、特首送別，工聯會讚楊解決水荒。逾100名本土派示威者響應網上號召，攜同標語及貼有「同胞勿近」的新鮮菠蘿到靈堂外示威，諷刺左派當年在街頭隨處放置炸彈，炸死炸傷無辜港人，認為楊光要為當年暴行負責。[26]
  - 社民連立法會議員梁國雄在12日稱有中間人開價1億元，換取他投票支持政改方案。事隔一天，他澄清1億的金額純屬虛構，但情節屬實，指當時對方曾說相關數目「夠我兩世用」。[27]

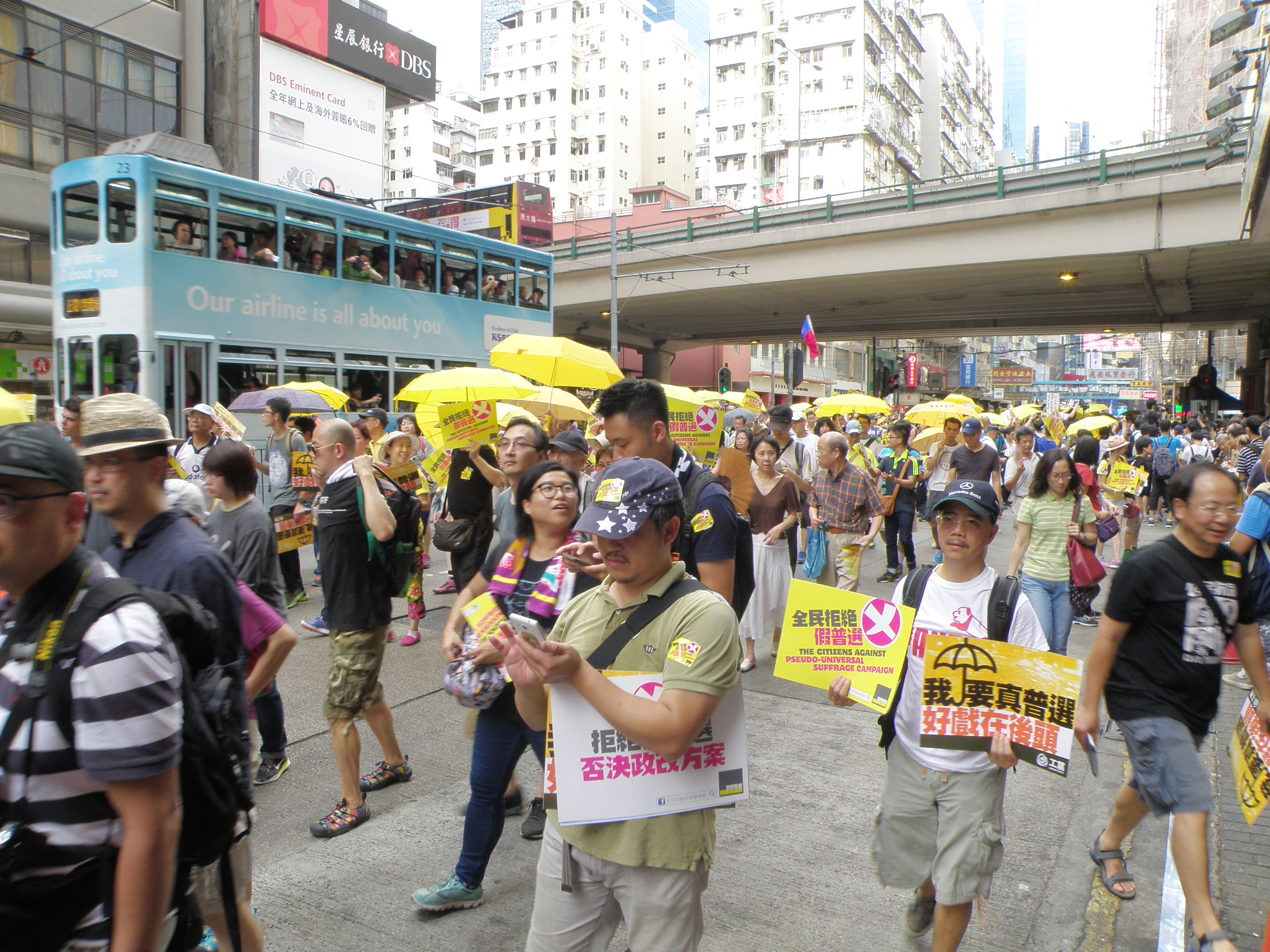
「全民拒絕假普選」遊行

- - 民間人權陣線聯同多個民間團體和泛民政黨舉行「全民拒絕假普選」遊行，但參與人數遠遜早前預算的5萬人。主辦單位指有3500人參加；警方指高峰時有3140人參加。參加遊行的市民當中，未見太多年輕人身影，主辦單位之一「全民拒絕假普選」成員葉錦龍承認人數較預期有落差，反映市民有信心民主派會否決政改。[28]

## 6月15日
- - 警方O記探員在西貢蠔涌亞視舊片廠破獲一個炸藥庫，拘捕10名男女，年齡介乎21至58歲，他們涉嫌串謀製造炸彈，部份自稱是本地激進組織「全國獨立黨」成員。警方並搜獲可製作高爆炸性物品三過氧化三丙酮（TATP）的原材料、多支氣槍，以及標示金鐘、灣仔及「炸藥庫」的地圖。組織曾在網上聲言，若政改通過，「香港人要有心理準備當天會有傷亡」。多個激進民主派團體均稱不知道「全國獨立黨」來頭，部分表明不贊成在抗爭中使用炸藥。[29]

## 6月16日
傍晚6時45分，香港立法會發出黃色警示，綜合大樓內的公眾服務暫停，讓警方派人進入大樓候勤，協助維持秩序。

## 6月17日
- - 立法會展開首日政改決議案辯論，支持、反對政改陣營聚集在立會大樓外，撐政改陣營部份人身穿印有數字T恤，雙方人數一度多達數千人。兩大陣營支持者隔住鐵馬對峙，一度爆發衝突。議會內25名議員中，16名泛民立法會議員全部表態反對政改。[31]
  - 上水古洞的何東夫人醫局將活化成為全港第一間「生態研習中心」。[32]

## 6月18日

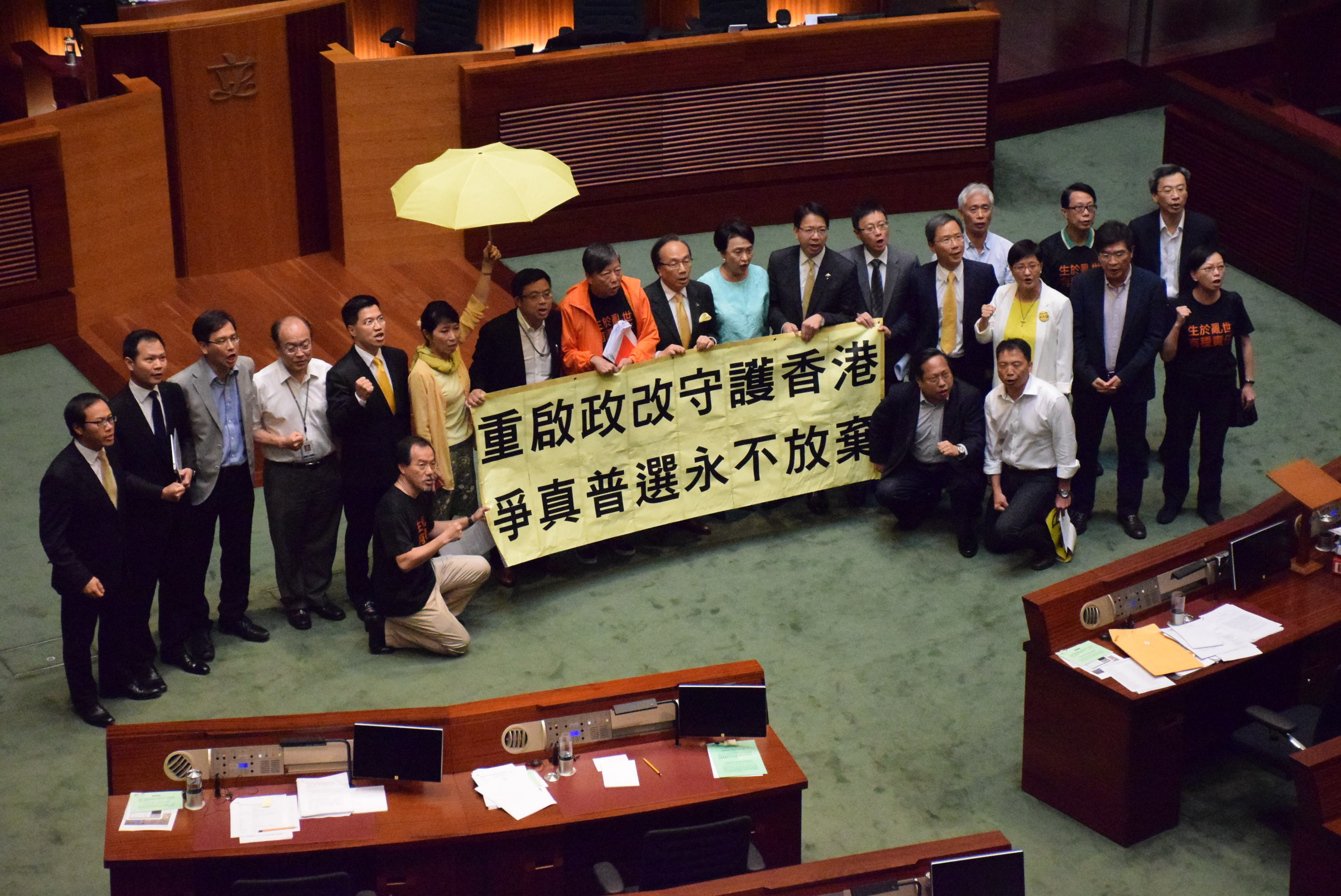
20多位泛民主派議員在政改方案被否決後，到會議廳內主席台前展示標語

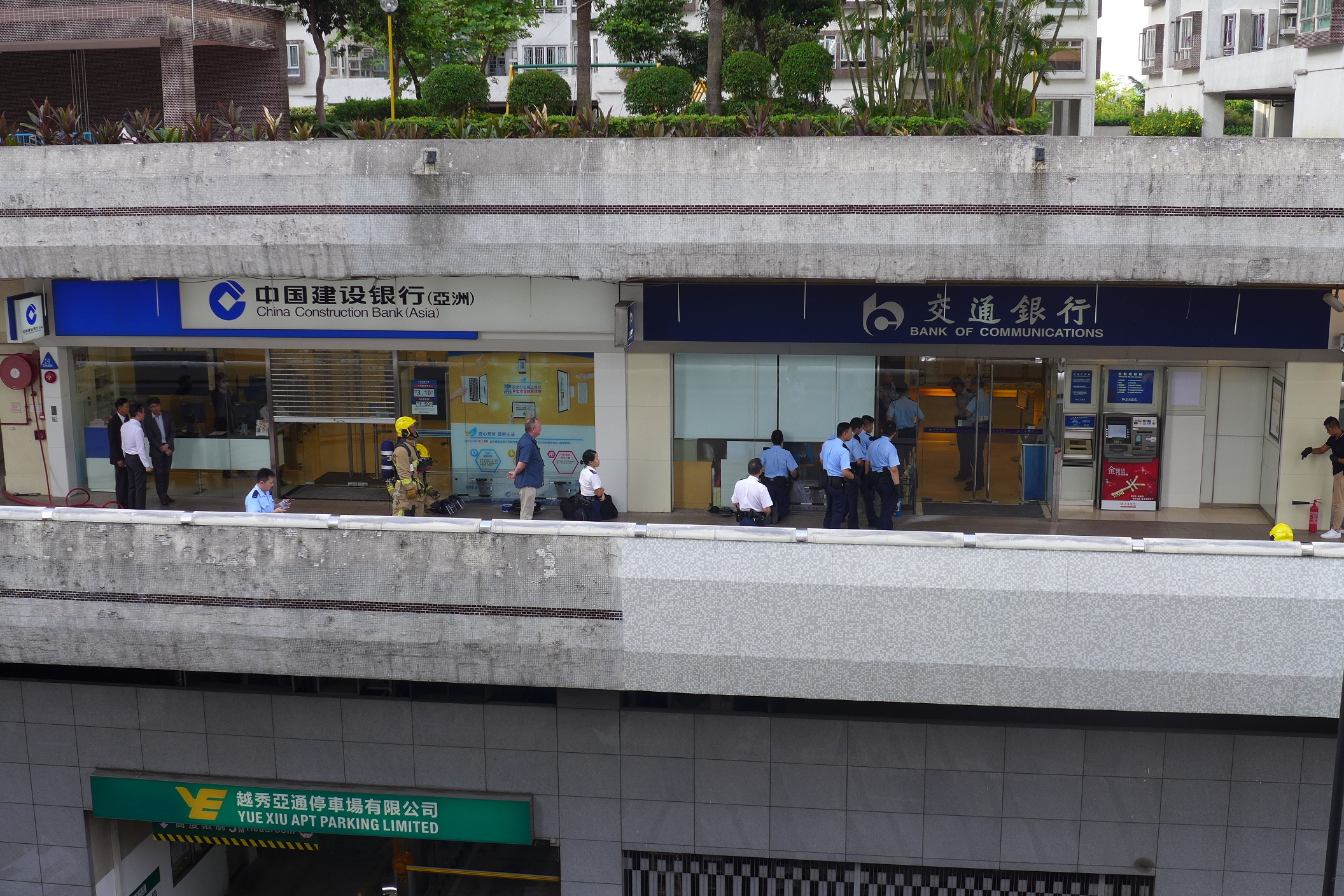
沙田好運中心的交通銀行，被一名獨行賊行劫

- - 立法會經過兩日合共9個多小時的辯論，41名議員先後發言，在5分鐘表決鐘響起期間，經民聯林健鋒一度要求休會押後投票，但遭拒絕。31個建制派議員隨後行出會議廳，最終在席37名議員，8票支持，28票反對，方案被大比數否決。建制派事後解釋指離場是希望以議會法定人數不足以致流會，讓劉皇發可趕到投票，但由於自由黨及其他建制派議員未有跟隨，導致政改僅得8票贊成，成為回歸後3個政改方案中支持票數最低的一份。[33][34]
  - 下午4時許，沙田好運中心的交通銀行，被一名手持裝有天拿水的啤酒樽及打火機的獨行賊行劫，涉因嗜賭欠下巨債，走投無路下脅持1名女職員，其他職員見狀慌忙報警。 大批警員接報到場，全副裝備消防員亦到場戒備，獨行賊挾持人質與警員對峙。雙方對峙約1個半小時後，獨行賊突然取出紙巾抹面，跟着轉身踎低，在場警員見狀隨即上前把賊人制服，疑犯事後黑布蒙頭，由警車載返警署調查。[35]
  - 香港被歐盟列為全球30個「不合作稅務管轄區」（即：避稅天堂黑名單）之一[36]，特區政府對此表示遺憾，稱有關說法是完全欠缺根據。[37]

## 6月19日
特首梁振英以「重建社會和諧，減少爭拗」為由，主動押後創科局撥款，讓財委會先審議11個民生撥款項目，包括綜援出三糧、公屋免租等，總數約200億元。

## 6月20日
- - 天文台下午錄得最高氣溫34.1度，是有紀錄以來最熱的端午節。[39]
  - 全球第四大郵輪「海洋量子號」早上抵港，停泊在啟德郵輪碼頭。商務及經濟發展局局長蘇錦樑認為，郵輪發展的增長很好，未來會加強與區內其他郵輪港口合作。 [40]

## 6月22日
立法會議員湯家驊宣布，即日起退出公民黨，同時提出辭去立法會議員職位，10月1日起生效。

## 6月24日
- - 地政總署在食環署協助下，在金鐘添美道一帶清除行人路上的帳篷及物品，共花約3個半小時。[42]
  - 有報道揭發全國政協劉漢銓名下公司將觀塘財利工業大廈全幢大樓改建成近百個劏房，以3,900至4,600元出租。劉漢銓深夜回應查詢時，強調財利工廈與他無關，他聲稱公司只是代表真正的業主持有物業權益，但是他不願披露業主身份。[43]
  - 一名涉及淋潑腐蝕性液體及販毒案的18歲男子，在還柙期間報稱不適，早上在警方押解到伊利沙伯醫院等候求診時逃脫，警方下午在柴灣漁灣邨拘捕這名男子。[44]

## 6月25日
- - 有報章披露政改方案表決當日建制派的WhatsApp群組對話內容，顯示臨表決前建制派內部訊息極度混亂，群組內的訊息不但沒有提及要「等埋發叔」投票，主席曾鈺成更多次加入討論，不時向建制派議員通風報信，透露泛民主派的行動[45]。前立法局主席黃宏發認為，身為立法會主席加入建制派議員群組是不智。[46]
  - 40個建制派立法會議員晚上應邀到中聯辦，與主任張曉明茶敘[47]。中聯辦在晚上約十時，罕有地容許傳媒入內等候採訪。張曉明敘面中表示肯定建制派於政改的工作，形容議員沒有投票是意外，希望他們汲取教訓，又提到洩露建制派群組對話內容的行為要到此為止。 [48]

## 6月26日
- - 港鐵一日內發生三次故障，早上東鐵綫九龍塘站附近有信號故障，行車時間延誤十至十五分鐘，部分車站一度要封閉入閘機控制人流。中午機場快綫機場站有列車出現機件故障，市區預辦登機服務一度暫停。東涌綫東涌站附近下午近三時亦有信號故障。有乘客不滿港鐵加價後仍然故障頻生。[49]
  - 立法會財委會開會審議11項民生相關撥款。經過近3小時會議，最終以47票贊成及沒有人反對下，通過綜援「出三糧」及公屋免租一個月，逾66億元的撥款申請。政府指最快下月底可以發放額外綜援，8月可代繳公屋租金一個月。[50]
  - 晚上，宜家家居MegaBox店舉行首次3小時「深宵瘋狂購物夜」，九龍灣入夜後群情洶湧，宜家門外以至商場內一早已經排滿了前來掃貨的的市民。不過由於顧客太多，至凌晨約12時許，即開放購物夜約個多小時後，宜家表示MegaBox商場因應人流控制，決定關門拒絕讓市民進入，令商場外大批市民「摸門釘」，有從新界乘的士到場的市民因無法入進一度鼓噪，要警員到場調停。[51]

## 6月28日
- - 有團體不滿內地人在旺角行人專用區唱普通話歌，認為造成噪音及破壞本地藝術，晚上在西洋菜南街舉行集會，期間生衝突，警方數次施放胡椒噴霧、手持警棍處理衝突，有人被鎖上手扣押上警車，有5人被捕。[52]
  - 學民思潮召集人黃之鋒與女友錢詩文晚上在大角嘴榆樹街遇襲，黃被毆打至眼鏡飛脫，兇徒事後逃去，警員到場調查，兩人事後一併送院治理。[53]

## 6月29日
- - 有報道指立法會主席曾鈺成2012年表態考慮參選特首後，其立法會主席辦公室懷疑被人暗中裝置竊聽器，其寓所外亦有可疑人士疑似監視。曾鈺成回應查詢時證實確有其事，指其助理在坊間購買的防竊聽裝置檢查到有反應，但他表示不相信今次WhatsApp洩密風波是針對他。[54]
  - 教育局公佈三三四學制中期檢討，建議縮減新高中課時，由現時2,700個小時，縮減至2,200至2,600小時，其他學習經歷總課時亦縮減至10至15％。當局建議通識科卷一必答題保留現有模式，採用更多議題，同時亦鼓勵學生修讀3至4個選修科。[55]

## 6月30日
- - 港鐵向政府提交廣深港高鐵香港段的最新報告，證實未能在2017年底通車，預計延遲到2018年第三季度，並將預算修訂至853億元，較原先預算超支約200億。[56]
  - 香港大學校務委員會在例會原定審議由法律學院前院長、被指在匿名捐款事件中「不符期望」的陳文敏，出任學術人事及資源副校長，但5名校委提出押後至新首席副校長上任才考慮，校委會最終以壓倒性票數通過押後任命。陳文敏則批評押後討論任命副校長的理由荒唐。[57]